# Lygocoris rugicollis
Lygocoris rugicollis is een wants uit de familie van de blindwantsen (Miridae). De wetenschappelijke naam werd gepubliceerd in 1807 door Carl Fredrik Fallén.  

## Uiterlijk
De ovaal gevormde, volledig groene blindwants heeft als volwassen dier volledige vleugels en kan 5.5 tot 7 millimeter lang worden. Zowel de pootjes als de antennes zijn groen gekleurd. De voorvleugels en het halsschild zijn groen, vaak met gele randen. Het doorzichtige deel van de voorvleugels heeft groene aders. 
Lygocoris rugicollis lijkt op de andere Nederlandse vertegenwoordigers uit het genus Lygocoris, zoals de groene appelwants (Lygocoris pabulinus) en Lygocoris minor. Behalve dat L. minor alleen op kruipwilgen op de waddeneilanden voorkomt, hebben de andere soorten ook niet de geelachtige randen aan halsschild en vleugels en minder transparante voorvleugels. Bovendien hebben ze andere verhoudingen in de lengtes van de antennesegmenten en de afstand tussen de ogen. De wants kan ook verward worden met andere volledig groene blindwantsen zoals Orthotylus marginalis, Apolygus spinolae en Apolygus lucorum.

## Leefwijze
De soort overwintert als eitje en leeft op diverse wilgensoorten zoals boswilg (Salix caprea), bittere wilg (Salix purpurea), grauwe wilg (Salix cinerea) en katwilg (Salix viminalis) maar ook op andere loofbomen zoals appel (Malus). Behalve dat ze bijvoorbeeld schade aanrichten aan appels en het gevreesde appel-meeldauw veroorzaken, zuigen ze ook aan eitjes van bladhaantjes (Chrysomelidae). De volgroeide wantsen worden waargenomen van mei tot augustus, in gunstige gevallen is er een tweede generatie per jaar.

## Leefgebied
Het verspreidingsgebied is Holarctisch, van Europa tot Azië, Noord-Amerika en India. In Nederland is de soort algemeen.